# ナヤンターラ
ナヤンターラ（Nayanthara、1984年11月18日 - ）は、インドのタミル語映画、テルグ語映画、マラヤーラム語映画で活動する女優。フォーブス・インディアの「セレブリティ100」に選ばれた唯一の南インドの女優で、2018年時点の推定収入は1億5170万ルピーとなっている。「南インド映画のレディ・スーパースター」と呼ばれ、75本以上の映画に出演している。

## 生い立ち
ベンガルールの出身で、出生名は「ダイアナ・マリアム・クリアン (Diana Mariam Kurian)」。父クリアン・コディヤットゥと母オマナ・クリアンはマレー系キリスト教徒で、ケーララ州ティルバラの貴族コディヤットゥ家の出身だった。兄レノはアラブ首長国連邦で暮らしている。父はインド空軍で勤務していたため、ナヤンターラは父の勤務地である北インドを転々とし、グジャラート州ジャームナガルとデリーで教育を受けた。ティルバラではバーリカマドム・ガールズ・ハイアー・セカンダリー・スクールとマル・トーマ・カレッジで教育を受け、英文学士号を取得した。

## キャリア

### 2003年 - 2004年
ナヤンターラは大学に通いながらモデルのアルバイトをしており、モデル活動中の彼女を見たサティヤン・アンティカッドに見出され『Manassinakkare』に主要キャストでの出演を打診される。彼女は映画に興味がなかったためオファーを断ろうとしたが、最終的に「この映画1本だけ」と決めて出演を承諾した。同作は興行的な成功を収め、ナヤンターラには出演オファーが相次ぐようになり、2004年にはシャジ・カイラスの『Natturajavu』、ファーシルの『Vismayathumbathu』でモーハンラールと共演した。『Vismayathumbathu』では演技を高く評価されている。

### 2005年 - 2006年
2005年にハリの『Ayya』でタミル語映画デビューし、Behindwoods.comは「タミル語映画でセンセーショナルなデビューを飾った」、Nowrunning.comは「彼女の美しい笑顔による存在感は群を抜いている」と評価している。また、『Ayya』の撮影中に『チャンドラムキ 踊る!アメリカ帰りのゴーストバスター』への出演が決まった。同作への起用は、監督のP・ヴァースが『Manassinakkare』でのナヤンターラの演技を高く評価したためである。同作は800日以上の上映日数を記録し、ナヤンターラはタミル語映画で最も注目を集める女優の一人となった。同年9月にはA・R・ムルガダースの『Ghajini』で第2ヒロインを演じ、ペララスの『Sivakasi』ではアイテム・ナンバーを務めた。
2006年に『Kalvanin Kadhali』に出演し、ナヤンターラの演技は「映画の強みになっている」と高く評価された。同年に『Lakshmi』でテルグ語映画デビューし、続けて『Boss』にも出演している。同年10月21日にはヒロイン役を務めた『Vallavan』『Thalaimagan』『E』が同時公開された。この3作では様々な評価を受けており、『Vallavan』ではsifyは「これほどまでに美しい姿を見たことはなく、ナヤンターラは事実上映画を手中に収めた。特に歌のシーンは豪華絢爛で、練り込まれた役を見事に演じている」、『E』ではRediff.comは「ナヤンターラの演技は衝撃を与えた」、Indiaglitzは「複雑な役柄を適切かつ印象的に演じた」、「実に良い演技をしている」、『Thalaimagan』では「役柄を発揮できなかった」とそれぞれ批評されている。

### 2007年 - 2011年
2007年にヴィシュヌヴァルダンの『Billa』に出演した。同作は興行的な成功を収め、ナヤンターラはグラマラスなキャラクターのサーシャ役を演じて高い評価を受けた。
2008年には5本の映画に出演し、このうち4本はタミル語映画だった。『Yaaradi Nee Mohini』では「ナヤンターラは性的で魅惑的な演技を払拭し、それ以上の演技ができることを証明した。彼女は必要に応じて涙を流し、悪意ある侮蔑を見せ、歌の中では愛らしい姿を見せる」「彼女は十分な演技力を発揮し、感動的なシーンでは感情的な演技を見せた」「これまでで最も肉厚的な役を見事に演じている」と批評されている。ナヤンターラは『Billa』『Yaaradi Nee Mohini』でヴィジャイ・アワード フェイバリット女優賞を受賞し、フィルムフェア賞 タミル語映画部門主演女優賞にノミネートされた。この他には『Kuselan』『Satyam』『Villu』『Aegan』に出演し、2009年には『Aadhavan』に出演している。
2010年はナヤンターラがヒロイン役を務めた作品の全てが興行的な成功を収め、『Adhurs』『Bodyguard』『Simha』『Boss Engira Bhaskaran』『Super』は大きな成功を収めている。『Bodyguard』ではアジアネット映画賞の主演女優賞を受賞し、『Simha』は同年のテルグ語映画興行成績第1位となり、『Boss Engira Bhaskaran』も批評的・興行的な成功を収めた。カンナダ語映画デビュー作となった『Super』では演技を高く評価されている。これら3作の演技を評価され、フィルムフェア賞 南インド映画部門のテルグ語映画部門主演女優賞、タミル語映画部門主演女優賞、カンナダ語映画部門主演女優賞にノミネートされた。同年に出演した『Elektra』はインド国際映画祭で上映され、批評家から演技を絶賛された。また、同作はドバイ国際映画祭でも上映されている。
2011年にバープの『Sri Rama Rajyam』に出演し、シーター役を演じた。ナヤンターラの演技についてRediff.comは「ナヤンタラは映画のサプライズ・パッケージです。シーターとして彼女は役を演じています。万華鏡のような感情を控えめな演技で見事に表現している」、Sifyは「優雅さを解放し、絶対的な完璧さで演技を成し遂げました」と批評している。彼女は同作でナンディ賞 主演女優賞、フィルムフェア賞テルグ語映画部門主演女優賞を受賞した。同作はメディアでは「白鳥の歌」を呼ばれ、「ナヤンターラの結婚前の最後の作品であり、彼女は本作を最後に女優を引退する」と報じられた。

### 2012年以降
ナヤンターラは11か月間のサバティカルを経て、2012年にクリシュの『Krishnam Vande Jagadgurum』に出演した。彼女はジャーナリスト役を演じ、「ナヤンターラは商業的なグラムドールを演じることはないが、彼女の演技は良い」「ラーナー・ダッグバーティとの相性は完璧でした」と批評された。2013年にはアトリーの『ジョンとレジナの物語』に出演してフィルムフェア賞タミル語映画部門主演女優賞、ヴィジャイ・アワード 主演女優賞を受賞した。同作では不幸な結婚生活を過ごす妻レジナ役を演じ、Sifyは「ナヤンターラはよく練り上げられた役を得ました。3年ぶりの復帰作としてレジナ以上の役は望めないでしょう……彼女は外見が良く、全力で役柄に取り組み、抑え目な演技でアプローチして誠実に役柄をこなしました」、Behindwoods.comは「ナヤンターラのキャリアの中で最高の役」「彼女に大きな可能性を与えた役によって、素晴らしいカムバックを果たした」とそれぞれ批評している。同年10月にはヴィシュヌヴァルダンの『Arrambam』でアジット・クマールと共演し、「ナヤンタラは豪華な外見で、彼女のキャラクターを見事に演じています」、「ナヤンタラは必要な時に激しい表情を見せ、多くのシーンで性的魅力とスタイルを披露してくれます」と批評している。
ナヤンターラは人気の高まりと共に、南インド映画では珍しい女性が主人公の映画に出演するようになった。2014年には『Anaamika』（『女神は二度微笑む』のリメイク）で行方不明になった夫を探すためにハイデラバードを訪れるIT技術者アナミカ役を演じ、Sifyから「困難な役柄でのワン・ウーマン・ショー……彼女は苦悩する冒頭のシーンでも勇気ある決断を下すクライマックスのシーンでも、完璧にキャラクターを表現しています」、Rediff.comから「映画の前半では、彼女の演技は精彩を欠いている」と批評されている。同作の興行成績は芳しくなかったが、2015年に出演した『Maya』では興行的に大きな成功を収めた。『Maya』では謎めいた過去を持つシングルマザー役を演じ、「ナヤンターラはとにかく素晴らしく、彼女の上品さが『Maya』の中で完璧に解き放たれている」と批評された。同年には『Bhaskar the Rascal』『Thani Oruvan』などのヒット作に出演し、『Naanum Rowdy Dhaan』では復讐を求める聴覚障害の女性カダンバーリー役を演じ、「ナヤンターラのカダンバーリーはよく練り上げられた役であり、彼女は巧みに役柄を演じた」「彼女は傷付きやすさ、自制心、静かな力強さを適切に表現し、完璧とも言える演技を見せています」と批評されている。同作のビデオクリップではナヤンターラが酒を購入するシーンがあり、ヒンドゥー・ナショナリズム政党のヒンドゥー・マッカル・カッチから該当シーンの削除を要求され、ヒンドゥー団体ヒンドゥー・ムンナニが彼女の肖像画を燃やす騒ぎが起きた。
2016年には『Puthiya Niyamam』でマンムーティと共演してレイプ被害者役を演じ、「ナヤンターラのヴァスキ・アイヤル役は、これまでのキャリアの中で最高の役の一つであり、このキャラクターに声を吹き込んだ彼女の決断は賞賛に値します」と批評された。同年はこの他に『Thirunaal』『Iru Mugan』『Kaashmora』に出演している。2017年には『Dora』『Aramm』で主役を演じ、『Aramm』ではフィルムフェア賞タミル語映画部門主演女優賞を受賞した。2018年には『Kolamavu Kokila』『Imaikkaa Nodigal』に出演している。

## 人物
『Vallavan』への出演をきっかけにシランバラサンと交際を始めたが、数年後に破局している。その後、『Villu』撮影中にプラブ・デーヴァと交際を始め、数年後には結婚の意志を表明した。しかし、2010年にプラブ・デーヴァの妻は家庭裁判所に対し、夫とナヤンターラの関係解消を申請した。さらにプラブ・デーヴァの妻は「結婚を強行した場合はハンガー・ストライキを行い抗議する」と表明し、複数の女性団体が「タミル文化を冒涜した」としてナヤンターラの写真を燃やす騒ぎに発展した。ナヤンターラは2012年にプラブ・デーヴァとの交際関係を解消したことを公表した。『Naanum Rowdy Dhaan』出演後はヴィグネーシュ・シヴァンと交際している。
トマス派キリスト教徒だったが、2011年8月7日にチェンナイのアーリヤ・サマージ寺院でヒンドゥー教に改宗した。改宗の儀式を経て、本名を芸名だった「ナヤンターラ」に変更している。彼女は多指症で、左手の指が6本ある。